# Nelson (hrabstwo Buffalo)
Nelson – wieś w Stanach Zjednoczonych, w stanie Wisconsin, w hrabstwie Buffalo.